# أليس منيوكسي
الأليس المنيوكسي (باللاتينية: Alyssum meniocoides) نوع نباتي حولي يتبع جنس الأليس من الفصيلة الكرنبية. ينسب إلى جنس المنيوكس (باللاتينية: Meniocus).

## البيئة والانتشار
موطنه المشرق العربي (يوجد في بلاد الشام والعراق) وإيران.

## مرادفات للاسم العلمي
- (باللاتينية: Alyssum filifolium Wahlenb.)
- (باللاتينية: Alyssum kermanshahense Cowan ex Parsa [Invalid])
- (باللاتينية: Alyssum tetraspermum Bertol.)
- (باللاتينية: Anodontea meniocoides (Boiss.) D.Dietr.)
- (باللاتينية: Meniocus filifolius Jaub. & Spach)